# Pásztortűz
A Pásztortűz Kolozsváron 1921–1944 között megjelent irodalmi és művészeti folyóirat, az Erdélyi Szemle utódja. A lap tulajdonosa az 1923. május – 1924. május közötti időszak kivételével (amikor a lap a Haladás Betéti Társaság tulajdonába ment át), a Minerva Rt. volt.

## Nevének eredete
A Pásztortűz folyóirat elnevezést Kolozsvári Grandpierre Emil adta: „Azt akartuk, hogy ez a cím már magában kész program legyen. Szabatos kifejezője célunknak. Célunk… a magyar hagyományok megőrzése…” (Az 1921. január 9-én megjelent 1. szám programadó cikke).

## Szerkesztői
A lap egyik meghatározó személyisége Reményik Sándor volt, aki 1923. augusztus 1-jéig főszerkesztőként, 1927-30 között a szerkesztőbizottság tagjaként, majd főmunkatársként, 1934-től újra főszerkesztőként dolgozott itt. A szerkesztők között volt Tavaszy Sándor is.
Áprily Lajos szerkesztésében megindult a Pásztortűz Könyvtár sorozat is.
1923. augusztus 1-jétől a főszerkesztői tisztségben Reményik Sándort Nyirő József követte. Nyirő József szerkesztése alatt a hetilap havonként kétszer megjelenő folyóirattá alakult át. Reményik, illetve Nyirő József mellett a szerkesztésért Walter Gyula felelt. Később szerkesztői voltak: György Lajos, Gyallay Pap Domokos, majd a lap élére szerkesztő bizottság állt, Áprily Lajos, Gyallay Pap Domokos, Reményik Sándor személyében. 1930-ban a főszerkesztést Császár Károly vette át Dsida Jenő szerkesztőtársával. Ekkor már a folyóiratnak fiókszerkesztőségei voltak Nagyenyeden Áprily Lajosnál, Marosvásárhelyen Berde Máriánál, Temesváron Endre Károlynál, Nagyváradon Gulácsy Irénnél, Székelyudvarhelyen Tompa Lászlónál.

## Megjelenési adatok
Az 1930-as évek végén a lap állandó anyagi gondokkal küszködött. 1938-tól havonként csak egyszer jelent meg a lap és májustól Reményik Sándor lett a tulajdonosa. 
Nemzeti létünk és jövendőnk kérdései felett viaskodva, úgy találjuk, hogy a sötétlátásra van elég okunk, a derűlátásra ellenben alig van. Ha sötét az út előttünk, azt még sötétebbre festjük;  ha felvillan egy biztatás, amely sorsunk csekély változására utal, így rózsaszín képzelődéssel telik meg az útunk. Vagy jobbra, vagy balra vetődünk, majd vissza, csak éppen a kettő között nem tudunk megállani. A kritikai nemzetszemlélet és az ennek megfelelő vallásos nemzetszemlélet, sőt ezt a kettőt összefogó prófétai nemzetszemlélet még mindig idegen tőlünk.
Az 1937-es 18. számban tárta fel Zárug Lukács magyar-örmény építész a gyergyószentmiklósi örmény katolikus templom történetét és értékeit. 1939-ben háromszor jelent meg összevont szám. Az októberi és a novemberi szám összevonását a decemberi számmal igyekeztek kárpótolni, amikor a folyóirat kiadásának 25-ik évfordulóját nagyobb terjedelmű folyóiratszámmal ünnepelték meg. 1940-ben ismét szükségessé vált az előfizetők toborozása. A nehézségekről tanúskodik az is, hogy ebben az évben többször kényszerültek összevont számot kiadni.

## Háborús korszak, megszűnés
1941-ben két szerkesztő vált meg a Pásztortűztől: Császár Károly, akit a kolozsvári leánygimnázium igazgatójává neveztek ki, és Kéki Béla, aki Budapestre költözött. A lap szerkesztője Vásárhelyi Z. Emil lett, s Reményik Sándor halála után (1941) ő állt a lap élére. Az 1944-es évfolyam februári számának nagy részét a soproni írók e hónap elején Kolozsváron tartott két felolvasó estjének anyaga tette ki. Ez volt egyben a Pásztortűz utolsó száma. A háborús események lehetetlenné tették a folyóirat további megjelenését.

## Szerzői gárdája
A lap gyakran közölt az alábbi jeles irodalmárok írásaiból:
- Költők: Áprily Lajos, Bárd Oszkár, Bartalis János, Berde Mária, Dsida Jenő, Flórián Tibor, Finta Géza, Jakab Géza, Jékely Zoltán,  Kiss Jenő, Létay Lajos, Olosz Lajos, Reményik Sándor, Sándor Judit, Sinka József, Szemlér Ferenc, Szentimrei Jenő, Szombati-Szabó István, Tompa László.
- Prózaírók: Asztalos István, Balázs Ferenc, Berde Mária, Bözödi György, Gyallay Domokos, Kacsó Sándor, Kimmel Berta, Molter Károly, Nyirő József, Tamási Áron, Parajdi Incze Lajos, Török Sándor.

A szerkesztők fontos szempontja volt, hogy magyar fordításban közreadják a klasszikus és kortárs román és szász irodalmat. Szász Béla néhány műfordítása francia nyelvből, Kristóf Sarolta angol és román nyelvből fordított novellái is itt jelentek meg.